# Lagos International 2023
Die Lagos International 2023 im Badminton fanden vom 30. August bis zum 2. September 2023 in Lagos statt.

## Sieger und Platzierte
| Disziplin    | Gold                                       | Silber                             | Bronze                               |
| ------------ | ------------------------------------------ | ---------------------------------- | ------------------------------------ |
| Herreneinzel | Jonathan Matias                            | Pablo Abián                        | Fabio Caponio                        |
| Herreneinzel | Jonathan Matias                            | Pablo Abián                        | Dmitriy Panarin                      |
| Dameneinzel  | Inés Castillo                              | Lauren Lam                         | Rachael Darragh                      |
| Dameneinzel  | Inés Castillo                              | Lauren Lam                         | Juliana Viana Vieira                 |
| Herrendoppel | P. S. Ravikrishna Sankar Prasad Udayakumar | Koceila Mammeri Youcef Sabri Medel | José Guevara Diego Mini              |
| Herrendoppel | P. S. Ravikrishna Sankar Prasad Udayakumar | Koceila Mammeri Youcef Sabri Medel | Abdulhamid Waleed Musa Daniel Philip |
| Damendoppel  | Simran Singhi Ritika Thaker                | Paula Lynn Cao Hok Lauren Lam      | Amy Ackerman Deidre Laurens          |
| Damendoppel  | Simran Singhi Ritika Thaker                | Paula Lynn Cao Hok Lauren Lam      | Rutaparna Panda Swetaparna Panda     |
| Mixed        | José Guevara Inés Castillo                 | Miha Ivančič Petra Polanc          | Diego Mini Paula La Torre            |
| Mixed        | José Guevara Inés Castillo                 | Miha Ivančič Petra Polanc          | Nusa Momoh Ramatu Yakubu             |